# Mount Spokane Vista House
La Mount Spokane Vista House est une tour de guet du comté de Spokane, dans l'État de Washington, dans le nord-ouest des États-Unis. Située au sommet du mont Spokane, dans la chaîne Selkirk, cette tour construite dans le style rustique du National Park Service en 1933 est protégée au sein du Mount Spokane State Park. Elle est inscrite au Registre national des lieux historiques depuis le 7 décembre 2018.